# Sommer-Paralympics 2008/Teilnehmer (Kanada)
| stlisierte Goldmedaille | stlisierte Silbermedaille | stlisierte Bronzemedaille |
| ----------------------- | ------------------------- | ------------------------- |
| 19                      | 10                        | 21                        |

Kanada nahm mit 155 Sportlern an den Sommer-Paralympics 2008 im chinesischen Peking teil.
Fahnenträger einer der größten Mannschaften des Turniers bei der Eröffnungsfeier war der Schwimmer Donovan Tildesley.
Erfolgreichste Teilnehmerin der Mannschaft war die Leichtathletin Chantal Petitclerc mit fünf Goldmedaillen. Mit 19 Goldmedaillen belegt Kanada in der Nationenwertung den 7. Platz, mit 50 insgesamt gewonnenen Medaillen den 10. Platz.

## Medaillen

### Medaillenspiegel
| Medaillenspiegel Kanada |                     |                              |                           |                           |        |
| Platz                   | Sportart            | Goldmedaille – Olympiasieger | Silbermedaille – 2. Platz | Bronzemedaille – 3. Platz | Gesamt |
| 1                       | Leichtathletik      | 10                           | 1                         | 8                         | 19     |
| 2                       | Schwimmen           | 7                            | 7                         | 9                         | 23     |
| 3                       | Reiten              | 1                            | 1                         | -                         | 2      |
| 4                       | Segeln              | 1                            | -                         | 1                         | 2      |
| 5                       | Rollstuhlbasketball | -                            | 1                         | -                         | 1      |
| 6                       | Radsport            | -                            | -                         | 2                         | 2      |
| 7                       | Rollstuhlrugby      | -                            | -                         | 1                         | 1      |
| Total                   | Total               | 19                           | 10                        | 21                        | 50     |

## Teilnehmer nach Sportarten

### Boccia
Frauen
- Sarah Douglas
- Alison Kabush
- Monica Martino
- Tammy Lee McLeod
- Dalia Mykolaitiene
- Shannon Sydorak

Männer
- Adam Dukovich
- Paul Gauthier
- Hanif Mawji
- Hussein Mawji
- Brock Richardson
- Ed Richardson

### Bogenschießen
Frauen
- Lyne Tremblay

Männer
- Kevin Evans
- Norbert Murphy

### Goalball
| Frauen                                                                                     | Männer                                                                                 |
| ------------------------------------------------------------------------------------------ | -------------------------------------------------------------------------------------- |
| - Amy Alsop - Amy Kneebone - Annette Lisabeth - Nancy Morin - Shawna Ryan - Contessa Scott | - Mario Caron - Jeff Christy - Rob Christy - Brendan Gaulin - Bruno Hache - Dean Kozak |

### Judo
Männer
- Bill Morgan

### Leichtathletik
Frauen
- Ilana Duff, 1 ×  (100 Meter, Klasse T53)
- Jessica Matassa
- Megan Muscat
- Chantal Petitclerc, 5 ×  (100 Meter, 200 Meter, 400 Meter, 800 Meter, 1500 Meter; Klasse T54)
- Stefanie Reid, 1 ×  (200 Meter, Klasse T44)
- Leah Robinson
- Diane Roy, 1 ×  (5000 Meter, Klasse T54), 2 ×  (400 Meter, 800 Meter; Klasse T54)
- Michelle Stilwell, 2 ×  (100 Meter, 200 Meter; Klasse T52)
- Kris Vriend

Männer
- Jeff Adams
- Andre Beaudoin, 1 ×  (100 Meter, Klasse T52)
- Dean Bergeron, 2 ×  (100 Meter, 200 Meter; Klasse T52), 1 ×  (400 Meter, Klasse T52)
- Josh Cassidy
- Jean Paul Compaore
- Earle Connor, 1 ×  (100 Meter, Klasse T42)
- Jason Dunkerley, 1 ×  (1500 Meter, Klasse T11)
- Michel Filteau
- Eric Gauthier
- Clayton Gerein
- Brent Lakatos
- Mark Ledo
- Colin Mathieson
- Kyle Pettey, 1 ×  (Kugelstoßen, Klasse F33/34/52)
- Curtis Thom
- Dustin Walsh
- Steve Walters
- Sean Young

### Powerlifting (Bankdrücken)
Frauen
- Sally Thomas

### Radsport
Frauen
- Mathilde Hupin *
- Genevieve Ouellet *
- Shauna White

Männer
- Mark Beggs
- Pierre-Olivier Boily
- Eric Bourgault
- Mark Breton
- Daniel Chalifour
- Alexandre Cloutier
- Stephane Cote
- Brian Cowe
- Brayden McDougall
- Rico Morneau
- Jean Quevillon, 1 ×  (Einzelverfolgung Bahn, Klasse CP3)
- Devon Smibert

|* Wettbewerbe der Blinden
| Frauen Einzelstraßenrennen Klasse B&VI 1-3 (Bronze, ) |
| ----------------------------------------------------- |
| - Mathilde Hupin - Genevieve Ouellet                  |

### Reiten
Frauen
- Lauren Barwick, 1 ×  (Kür Einzel, Grad II), 1 ×  (Championship Einzel, Grad II)
- Karen Brain
- Eleonore Elstone
- Ashley Gowanlock
- Jennifer McKenzie

### Rollstuhlbasketball
| Frauen | Männer (Silber ) |
| --- | --- |
| - Chantal Benoit - Traca Ferguson - Tara Feser - Lisa Franks - Katie Harnock - Jennifer Krempien - Janet McLachlan - Kendra Ohama - Cindy Oullet - Sabrina Pettinicchi - Lori Radke - Misty Thomas | - Patrick Anderson - Jaimie Borisoff - Abditatch Dini - David Durepos - David Eng - Robert Hedges - Joey Johnson - Adam Lancia - Ross Norton - Richard Peter - Yvon Rouillard - Chris Stoutenberg |

### Rollstuhlfechten
Männer
- Pierre Mainville

### Rollstuhlrugby
| Mixed (Bronze ) |
| --- |
| - Ian Chan - Jason Crone - Jared Funk - Garett Hickling - Trevor Hirschfield - Fabien Lavoie - Say Luangkhamdeng - Daniel Paradis - Erika Schmutz - Patrica Simard - Mike Whitehead - David Willsie |

### Rollstuhltennis
Frauen
- Yuka Chokyu
- Sarah Hunter (Sportlerin)

Männer
- Lee Carter
- Yann Mathieu

### Rudern
Frauen
- Laura Katherine Comeau
- Meghan Montgomery
- Victoria Nolan
- Caitlin Renneson

Männer
- Steve Daniel
- Wilfredo More Wilson
- Scott Rand
- Tony Theriault

### Schießen
Frauen
- Karen van Nest

Männer
- Christos Trifonidis

### Schwimmen
Frauen
- Andrea Cole
- Kirby Cote, 2 ×  (100 Meter Schmetterling, Klasse S13; 200 Meter Lagen, Klasse SM13)
- Stephanie Dixon, 1 ×  (100 Meter Rücken, Klasse S9), 2 ×  (400 Meter Freistil, Klasse S9; 200 Meter Lagen, Klasse SM9), 1 ×  (100 Meter Freistil, Klasse S9)
- Chelsey Gotell, 2 ×  (100 Meter Rücken, Klasse S13; 200 Meter Lagen, Klasse SM13), 1 ×  (100 Meter Freistil, Klasse S13), 2 ×  (100 Meter Schmetterling, 400 Meter Freistil; Klasse S13)
- Valerie Grand Maison, 3 ×  (100 + 400 Meter Freistil, 100 Meter Schmetterling; Klasse S13), 2 ×  (50 Meter Freistil, 100 Meter Rücken; Klasse S13), 1 ×  (200 Meter Lagen, Klasse SM13)
- Brittany Gray
- Laura Jensen
- Steph McDougall
- Brianna Nelson
- Anne Polinario, 1 ×  (50 Meter Freistil, Klasse S10)
- Jacqueline Rennebohm
- Katarina Roxon
- Darda Sales
- Amber Thomas
- Jess Tuomela

Männer
- Joe Barker
- Drew Christensen
- Devin Gotell
- Brian Hill
- Benoit Huot, 4 ×  (50 + 100 + 400 Meter Freistil, Klasse S10; 200 Meter Lagen, Klasse SM10)
- Donovan Tildesley, 1 ×  (400 Meter Freistil, Klasse S11)

### Segeln
Frauen
- Stacie Louttit *

Männer
- Ken Kelly
- John Scott McRoberts *
- Marc Shaw
- Don Terlson
- Paul Tingley, 1 ×  (Ein-Mann-Kielboot)

|* Mannschaftswettbewerbe
| Zwei-Mann-Kielboot Skud 18 (Bronze )    |
| --------------------------------------- |
| - Stacie Louttit - John Scott McRoberts |

### Tischtennis
Männer
- Ian Kent